# Heterocerus abyssinicus
Heterocerus abyssinicus is een keversoort uit de familie oevergraafkevers (Heteroceridae). De wetenschappelijke naam van de soort is voor het eerst geldig gepubliceerd in 1930 door Mamitza.